# Катастрофа Ан-24 в Алма-Ате
Катастрофа Ан-24 в Красном Поле  — авиационная катастрофа, произошедшая утром во вторник 24 марта 1969 года в посёлке Красное Поле. Авиалайнер Ан-24 Алма-Атинского ОАО авиакомпании «Аэрофлот» начал выполнять плановый пассажирский рейс SU-2305 по маршруту Алма-Ата — Караганда — Свердловск, но сразу после взлёта у лайнера отказали оба двигателя. Из-за отказа двигателей лайнер начал быстро терять скорость и задирать нос, после чего перешёл в сваливание и, лайнер упал на дома посёлка Красное Поле и снёс дома, полностью разрушившись. Из находившихся на его борту 31 человека — 26 пассажиров и 5 членов экипажа, погибли 4, выжили 27 человек.

## Самолёт
Ан-24 с бортовым номером 46751 (заводской — 47300905, серийный — 009-05) был выпущен заводом Антонова 30 мая 1964 года и к 26 августа передан в Алма-Атинский авиаотряд Казахского управления гражданского воздушного флота. На момент катастрофы самолет имел 9607 часов налёта и 7577 циклов взлёт/посадка.

## Экипаж
Ан-24 пилотировал экипаж из 227-го лётного отряда, в состав которого входили 5 человек:
- Командир воздушного судна (КВС) — Александр Иванович Выскребенцев
- Второй пилот — Евгений Иванович Мокринский
- Штурман — Виталий Кузьмич Рыбков
- Бортмеханик — Николай Павлович Грачёв

В салоне авиалайнера работала стюардесса Нина Павловна Неумывакина

## Катастрофа
24 марта 1969 года в 06:37 местного времени рейс 2305 вылетает из Алма-Атинского аэропорта, а рейс выполняет Ан-24 борт СССР-46751, который готовится лететь из Алма-Аты в Свердловск с промежуточной остановкой в Караганде. На борту находился 31 человек: 26 пассажиров и 5 членов экипажа. Небо над аэропортом во время взлета было затянуто слоисто-дождевыми облаками с нижней границей 150 метров, шёл слабый снег с дождём при северном (азимут 340°) ветре, видимость составляла 4 километра,.
В 06:37 экипаж осуществил взлёт по магнитному курсу 50°. Отрыв от полосы произошёл при скорости 180—200 км/ч, а на высоте 5—7 метров при скорости 200 км/ч были убраны шасси, после чего Ан-24 начал набирать высоту с вертикальной скоростью 3—4 м/с. На высоте около 30—50 метров командир заметил, что приборная скорость перестала увеличиваться, поэтому снизил вертикальную скорость до 1—2 м/с, что увеличило приборную скорость до 210—220 км/ч. На высоте 70—80 метров командир дал указание убрать закрылки из взлётного положения (15°). Но когда закрылки были убраны, через две—три секунды самолёт затрясло и он начал резко разворачиваться с креном вправо и терять высоту, несмотря на значительное отклонение рулей на вывод из данного положения.
Ан-24 развернулся вправо на 40—45° и продолжил полет по прямой без крена, теряя высоту и поступательную скорость (до 170 км/ч), а также всё больше задирая нос. В 750 метрах правее полосы, задев деревья, самолёт ударился хвостовой частью о землю на территории посёлка Красное Поле. От удара фюзеляж раскололся на две части, хвостовая часть отделилась. Самолёт полностью сгорел, а в посёлке были повреждены многие жилые и нежилые постройки. В катастрофе погибли стюардесса и три пассажира. Среди жителей посёлка погибших не было.

## Причины катастрофы
Наиболее вероятной причиной является потеря мощности одной или обеих СУ с момента уборки шасси с последующим уменьшением тяги правого двигателя на высоте 70—80 метров, что вызвало тряску и разворот самолёта с потерей поступательной скорости и снижением.
Особое мнение представителей МАП: Нарушение РЛЭ — выполнение взлёта с убранными закрылками, отрыв на скорости 180—190 км/ч с углом атаки 13° при возможном обледенении — самолет был обработан горячей водой, но не использовалась жидкость «Арктика».
— 